# エンリケ・ポルタ
エンリケ・ポルタ・グイウ（Enrique Porta Guíu、1944年12月17日 - ）は、スペイン・アラゴン州ビジャヌエバ・デ・ガジェゴ出身の元サッカー選手。ポジションはフォワードだった。
1971-72シーズン、当時グラナダCFに所属していたポルタは、このシーズンのラ・リーガで20ゴールを挙げてピチーチ賞を獲得した。